# Ямна (гміна Заклічин)
Ямна (пол. Jamna) — село в Польщі, у гміні Заклічин Тарновського повіту Малопольського воєводства.
Населення — 112 осіб (2021).
У 1975-1998 роках село належало до Тарновського воєводства.

## Демографія
Демографічна структура станом на 2021 рік:
|          | Загалом | Допрацездатний вік | Працездатний вік | Постпрацездатний вік |
| -------- | ------- | ------------------ | ---------------- | -------------------- |
| Чоловіки | 61      | 14                 | 44               | 3                    |
| Жінки    | 51      | 10                 | 33               | 8                    |
| Разом    | 112     | 24                 | 77               | 11                   |